# 君のためのタイムリープ
『君のためのタイムリープ』（きみのためのたいむりーぷ、原題：帯我去月球、英題：Take Me To the Moon）は、2017年の台湾映画。
第13回大阪アジアン映画祭ABC賞受賞作品。

## ストーリー
美しい歌声が葬儀場に悲しく響く。歌手になる夢を叶えるため日本に渡ったエンペイという女性が、自ら命を絶ってしまった。彼女と高校時代にバンドを組んでいた5人は久しぶりに再会し、中でも特に後悔の念を抱えるジョンシャンは半ば自暴自棄になっていた。その帰り道に、花売りの老婆に渡された不思議な力をもつ玉蘭により、ジョンシャンは3日間限定で高校卒業目前の1997年にタイムリープ！覚悟を決めて、その年に事故で亡くなってしまう伝説的ミュージシャン・チャン・ユーシャン（張雨生）や、思いを寄せるエンペイに待ち受ける運命を変えるため、ジョンシャンは奔走することになり…。

## キャスト
- リウ・イ―ハオ
- ビビアン・ソン
- ベラ・イェン
- シー・チーティエン
- ヤオ・アイニン
- ピーター・リー
- ルー・シュエフォン